# Consorti dei sovrani di Hannover
Le Consorti di Hannover furono le donne che sposarono i sovrani hannoveriani durante i loro regni. A causa della legge salica di successione, tutti i sovrani di Hannover furono di sesso maschile con il titolo di Re di Hannover e prima di questo di Elettore di Hannover, mentre le consorti hannoveriane furono le donne con il titolo di regina consorte di Hannover e l'appellativo di Maestà e prima di questo titolo Elettrice di Hannover e l'appellativo di altezza reale. Le donne elencate furono le consorti dei sovrani di Hannover tra il 1692 ed il 1878:

## Consorti di Hannover

### Elettrici di Hannover
| Immagine | Nome                             | Padre                                                                            | Nascita         | Matrimonio        | Diventò Elettrice                | Cessò di essere Elettrice        | Morte            | Consorte              |
| -------- | -------------------------------- | -------------------------------------------------------------------------------- | --------------- | ----------------- | -------------------------------- | -------------------------------- | ---------------- | --------------------- |
|          | Sofia del Palatinato             | Federico V, Elettore Palatino (Palatinato-Simmern)                               | 14 ottobre 1630 | 30 settembre 1658 | 1692 marito è nominato elettore  | 23 gennaio 1698 morte del marito | 8 giugno 1714    | Ernesto Augusto       |
|          | Carolina di Brandeburgo-Ansbach  | Giovanni Federico, Margravio di Brandeburgo-Ansbach (Hohenzollern)               | 1º marzo 1683   | 22 agosto 1705    | 11 giugno 1727 ascesa del marito | 20 novembre 1737                 | 20 novembre 1737 | Giorgio II Augusto    |
|          | Carlotta di Meclemburgo-Strelitz | Carlo Ludovico di Meclemburgo-Strelitz, Principe di Mirow (Meclemburgo-Strelitz) | 19 maggio 1744  | 8 settembre 1761  | 8 settembre 1761                 | 12 ottobre 1814 diventò regina   | 17 novembre 1818 | Giorgio III Guglielmo |

### Regine di Hannover
| Immagine | Nome                               | Padre                                                                            | Nascita        | Matrimonio       | Diventò Regina                                          | Cessò di essere Regina              | Morte            | Consorte        |
| -------- | ---------------------------------- | -------------------------------------------------------------------------------- | -------------- | ---------------- | ------------------------------------------------------- | ----------------------------------- | ---------------- | --------------- |
|          | Carlotta di Meclemburgo-Strelitz   | Carlo Ludovico di Meclemburgo-Strelitz, Principe di Mirow (Meclemburgo-Strelitz) | 19 maggio 1744 | 8 settembre 1761 | 12 ottobre 1814 Hannover innalzato allo status di Regno | 17 novembre 1818                    | 17 novembre 1818 | Giorgio III     |
|          | Carolina di Brunswick-Wolfenbüttel | Carlo Guglielmo, Duca di Brunswick-Wolfenbüttel (Brunswick-Bevern)               | 17 maggio 1768 | 8 aprile 1795    | 29 gennaio 1820 ascesa del marito                       | 7 agosto 1821                       | 7 agosto 1821    | Giorgio IV      |
|          | Adelaide di Sassonia-Meiningen     | Giorgio I, Duca di Sassonia-Meiningen (Sassonia-Meiningen)                       | 13 agosto 1792 | 13 luglio 1818   | 26 giugno 1830 ascesa del marito                        | 20 giugno 1837 morte del marito     | 2 dicembre 1849  | Guglielmo       |
|          | Federica di Meclemburgo-Strelitz   | Carlo II, Granduca di Meclemburgo-Strelitz (Meclemburgo-Strelitz)                | 3 marzo 1778   | 29 maggio 1815   | 20 giugno 1837 ascesa del marito                        | 29 giugno 1841                      | 29 giugno 1841   | Ernesto Augusto |
|          | Maria di Sassonia-Altenburg        | Giuseppe, Duca di Sassonia-Altenburg (Sassonia-Altenburg)                        | 14 aprile 1818 | 18 febbraio 1843 | 18 novembre 1851 ascesa del marito                      | 20 settembre 1866 monarchia abolita | 9 gennaio 1907   | Giorgio V       |

### Consorti dei pretendenti
| Immagine | Nome                                               | Padre | Nascita           | Matrimonio       | Diventò Consorte                            | Cessò di essere Consorte          | Morte            | Consorte                                              |
| -------- | -------------------------------------------------- | --- | ----------------- | ---------------- | ------------------------------------------- | --------------------------------- | ---------------- | ----------------------------------------------------- |
|          | Maria di Sassonia-Altenburg                        | Giuseppe, Duca di Sassonia-Altenburg (Sassonia-Altenburg)                                                | 14 aprile 1818    | 18 febbraio 1843 | 20 settembre 1866 monarchia abolita         | 12 giugno 1878 morte del marito   | 9 gennaio 1907   | Giorgio V                                             |
|          | Thyra di Danimarca                                 | Cristiano IX, re di Danimarca (Schleswig-Holstein-Sonderburg-Glücksburg)                                 | 29 settembre 1853 | 22 dicembre 1878 | 22 dicembre 1878                            | 14 novembre 1923 morte del marito | 26 febbraio 1933 | Ernesto Augusto II, Principe della Corona di Hannover |
|          | Vittoria Luisa di Prussia                          | Guglielmo II, Imperatore di Germania (Hohenzollern)                                                      | 13 settembre 1892 | 24 maggio 1913   | 14 novembre 1923 marito diventa pretendente | 30 gennaio 1953 morte del marito  | 11 dicembre 1980 | Ernesto Augusto III, Principe di Hannover             |
|          | Ortrud di Schleswig-Holstein-Sonderburg-Glücksburg | Principe Albrecht di Schleswig-Holstein-Sonderburg-Glücksburg (Schleswig-Holstein-Sonderburg-Glücksburg) | 19 dicembre 1925  | 31 agosto 1951   | 30 gennaio 1953 marito diventa pretendente  | 6 febbraio 1980                   | 6 febbraio 1980  | Ernesto Augusto IV, Principe di Hannover              |
|          | Monica di Solms-Laubach                            | Georg Friedrich, Conte di Solms-Laubach (Solms-Laubach)                                                  | 8 agosto 1929     | 16 luglio 1981   | 16 luglio 1981                              | 9 dicembre 1987 morte del marito  |                  | Ernesto Augusto IV, Principe di Hannover              |
|          | Chantal Hochuli                                    | Johann Hochuli                                                                                           | 2 giugno 1955     | 28 agosto 1981   | 9 dicembre 1987 marito diventa pretendente  | 23 ottobre 1997 divorzio          |                  | Ernesto Augusto V, Principe di Hannover               |
|          | Carolina di Monaco                                 | Ranieri III, Principe di Monaco (Grimaldi)                                                               | 23 gennaio 1957   | 23 gennaio 1999  | 23 gennaio 1999                             | In carica                         |                  | Ernesto Augusto V, Principe di Hannover               |